# 878 Mildred
878 Mildred è un asteroide della fascia principale interna. Scoperto nel 2001, presenta un'orbita caratterizzata da un semiasse maggiore pari a 2,360767 UA e da un'eccentricità di 0,225934, inclinata di 2,066661° rispetto all'eclittica. Ha un diametro di 2,529 km e un'albedo di 0,399.
Il suo nome è in onore della figlia dell'astronomo statunitense Harlow Shapley.